# Diogo Gonçalves (cyclisme)
Diogo Gonçalves, né le 15 mai 2001 à Viseu, est un coureur cycliste portugais. Il est membre de l'équipe Feirense-Beeceler.

## Biographie
Diogo Gonçalves est originaire de la localité portugaise de Viseu, dans la région du Centre. Durant sa jeunesse, il se consacre principalement au VTT, une discipline où il obtient de bons résultats aux championnats nationaux. Il s'impose par ailleurs sur la version cadet du Tour du Portugal en 2016. 
En 2024, il intègre l'équipe continentale ABTF Betão-Feirense. Il délaisse à cette occasion le VTT pour privilégier davantage le cyclisme sur route. Sous ses nouvelles couleurs, il termine troisième d'une étape d'une étape du Grand Prix Abimota. La même année, il participe au Tour de l'Avenir avec la sélection nationale portugaise. Il remporte également la première édition du championnat du Portugal de gravel.
Au printemps 2025, il se classe septième du Troféu Internacional da Arrábida, une course inscrite au calendrier de l'UCI Europe Tour.

## Palmarès
- 2016
  - Tour du Portugal cadets
- 2024
  -  Champion du Portugal de gravel